# Cossoidea
Super-famille
Synonymes
- Sesioidea Boisduval, 1828

Les Cossoidea sont une super-famille de lépidoptères (papillons).

## Morphologie
Les Cossoidea ont des chrysalides épineuses avec des segments mobiles pour leur permettre de sortir de leurs trous dans les tiges et les troncs pendant l'émergence de l'adulte (Edwards et al., 1999). 

## Systématique et phylogénétique
La super-famille des Cossoidea regroupait traditionnellement les familles des Cossidae et des Dudgeoneidae, et parfois les Limacodidae en tant que troisième famille. 
Les Sesioidea et peut-être les Zygaenoidea et/ou les Tortricoidea semblaient être des parents proches des Cossoidea, appelant à des études plus approfondies. 
Les analyses récentes de phylogénétique moléculaire (Regier et al. 2009 ; Mutanen et al. 2010) ont montré que les Cossoidea et les Sesioidea n'étaient pas monophylétiques et apparaissaient comme entremêlés, et ont confirmé leur proche parenté avec les Zygaenoidea. 
Par conséquent, la vaste synthèse de van Nieukerken et al. publiée dans la revue Zootaxa en 2011 met Sesioidea en synonymie avec Cossoidea, en notant que même la monophylie de la réunion de ces deux super-familles reste incertaine, et qu'il est possible qu'un groupe monophylétique ne puisse être obtenu qu'en les combinant avec les Zygaenoidea. 

## Liste des familles
La super-famille des Cossoidea telle que redéfinie par van Nieukerken et al. (2011) comprend les sept familles suivantes :
- Brachodidae Agenjo, 1966 — 14 genres, 137 espèces.
- Cossidae Leach, 1815 — 151 genres, 971 espèces.
- Dudgeoneidae Berger, 1958 — 6 genres, 57 espèces.
- Metarbelidae Strand, 1909 — 18 genres, 196 espèces.
- Ratardidae Hampson, 1898 — 3 genres, 10 espèces.
- Castniidae Boisduval, 1828 — 34 genres, 113 espèces.
- Sesiidae Boisduval, 1828 — 154 genres, 1 397 espèces.